# النجارية (حزم العدين)

تعديل مصدري - تعديل

النجارية محلة تابعة لقرية الوادي، التابعة لعزلة جبل حريم بمديرية حزم العدين إحدى مديريات محافظة إب في الجمهورية اليمنية، بلغ تعداد سكانها 268 حسب تعداد اليمن لعام 2004.